# Montréal-Est
Montréal-Est es una ciudad de la provincia de Quebec, Canadá. Es una de las ciudades que conforman la Comunidad metropolitana de Montreal y a su vez, hace parte de la aglomeración de Montreal y de la región administrativa de Montreal. Hace parte de las circunscripciones electorales de Pointe-aux-Trembles a nivel provincial y de La Pointe-de-l'Île a nivel federal.

## Geografía
Montréal-Est se encuentra ubicada en las coordenadas 45°38′00″N 73°31′00″O / 45.63333, -73.51667. Según Satistique Canada, tiene una superficie de tierra firme de 12,45 km² y es una de las 1135 municipalidades en las que está dividido administrativamente el territorio de la provincia de Quebec.

## Demografía
Según el censo de Canadá de 2011, había 3728 personas residiendo en esta ciudad con una densidad poblacional de 299,4 hab./km². Los datos del censo mostraron que de las 3822 personas censadas en 2006, en 2011 hubo una disminucióm poblacional de 94 habitantes (-2,5%). El número total de inmuebles particulares resultó de 1784 con una densidad de 143,29 inmuebles por km². El número total de viviendas particulares que se encontraban ocupadas por residentes habituales fue de 1650.